# ギガノトサウルス
ギガノトサウルス（学名：Giganotosaurus）は、非鳥類型獣脚類に属する大型の恐竜の属。カルノサウルス類のうち、カルカロドントサウルス科に属する。全長は約13メートルと推定されている。グレゴリー・ポールは推定体重を7 - 8トンとし、カルカロドントサウルス科の頭骨が過剰に長く復元されていると指摘しつつ、本属がスピノサウルスに匹敵する最大級の獣脚類であると認めている。
化石はアルゼンチン西部に分布する上部白亜系下部セノマニアン階のカンデレロス層から産出し、Coria and Salgado, 1995 で記載された。頭骨と体骨格の大部分が知られている。同国のパタゴニアからはギガノトサウルスのボーンベッドが報告されている。この成因として彼らが社会性を持って群れをなしていた、あるいは一時的な集団を形成して狩りを行っていたなど、複数の解釈が可能である。
当時の生息環境は短い雨季のある半乾燥気候の森林や氾濫原であったと考えられ、アンデサウルスなどの竜脚類を捕食していたと推測されている。長く太いティラノサウルスの歯が骨の破砕に適していた一方、ギガノトサウルスの歯は短剣に類似している。本属は生きた獲物の肉を切り裂いて出血させる方法に長けていた。

## 研究史

### 発見と命名

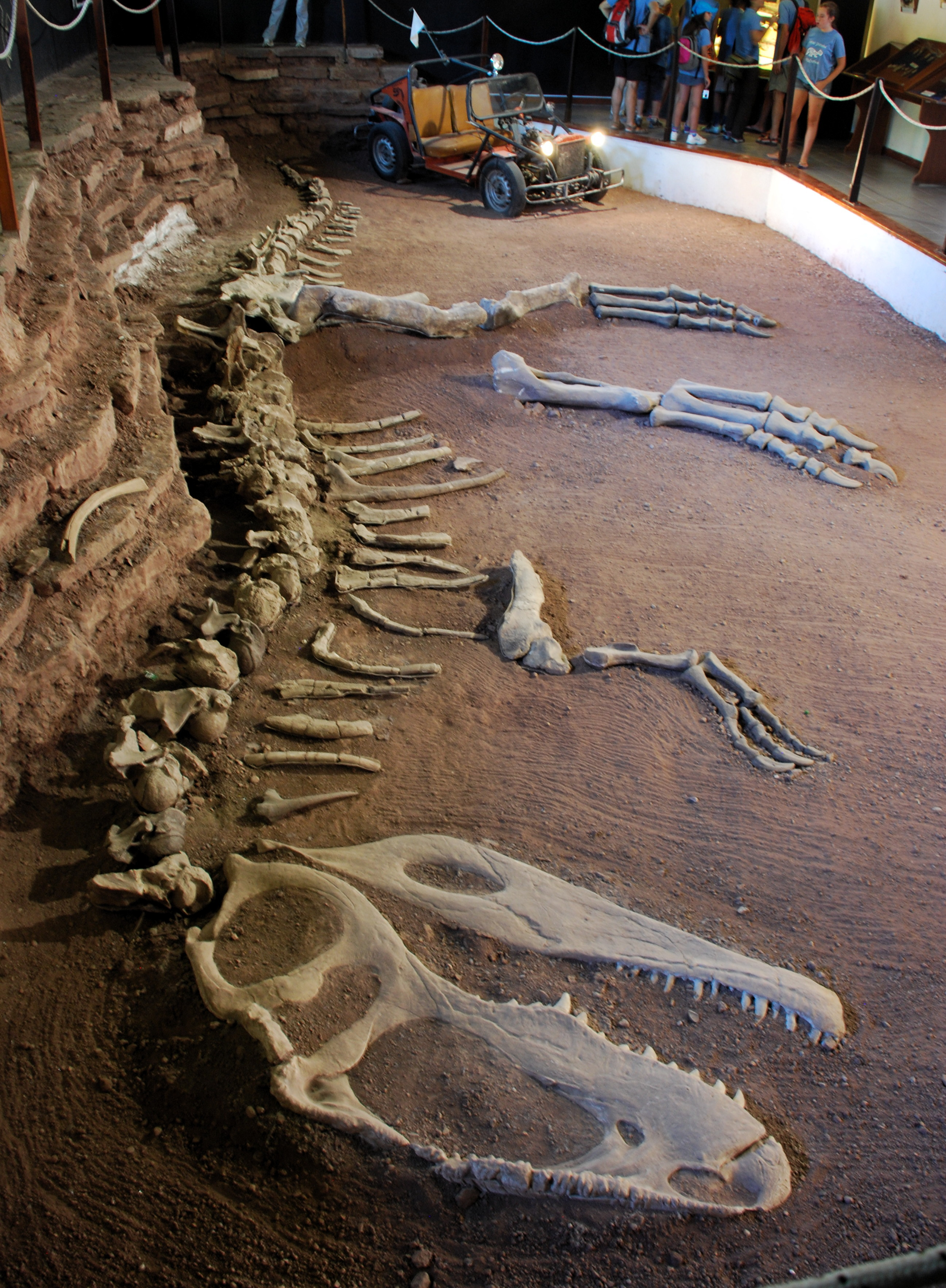
復元された頭骨・前肢・後肢のあるホロタイプ骨格。Ernesto Bachmann Paleontological Museumにて。

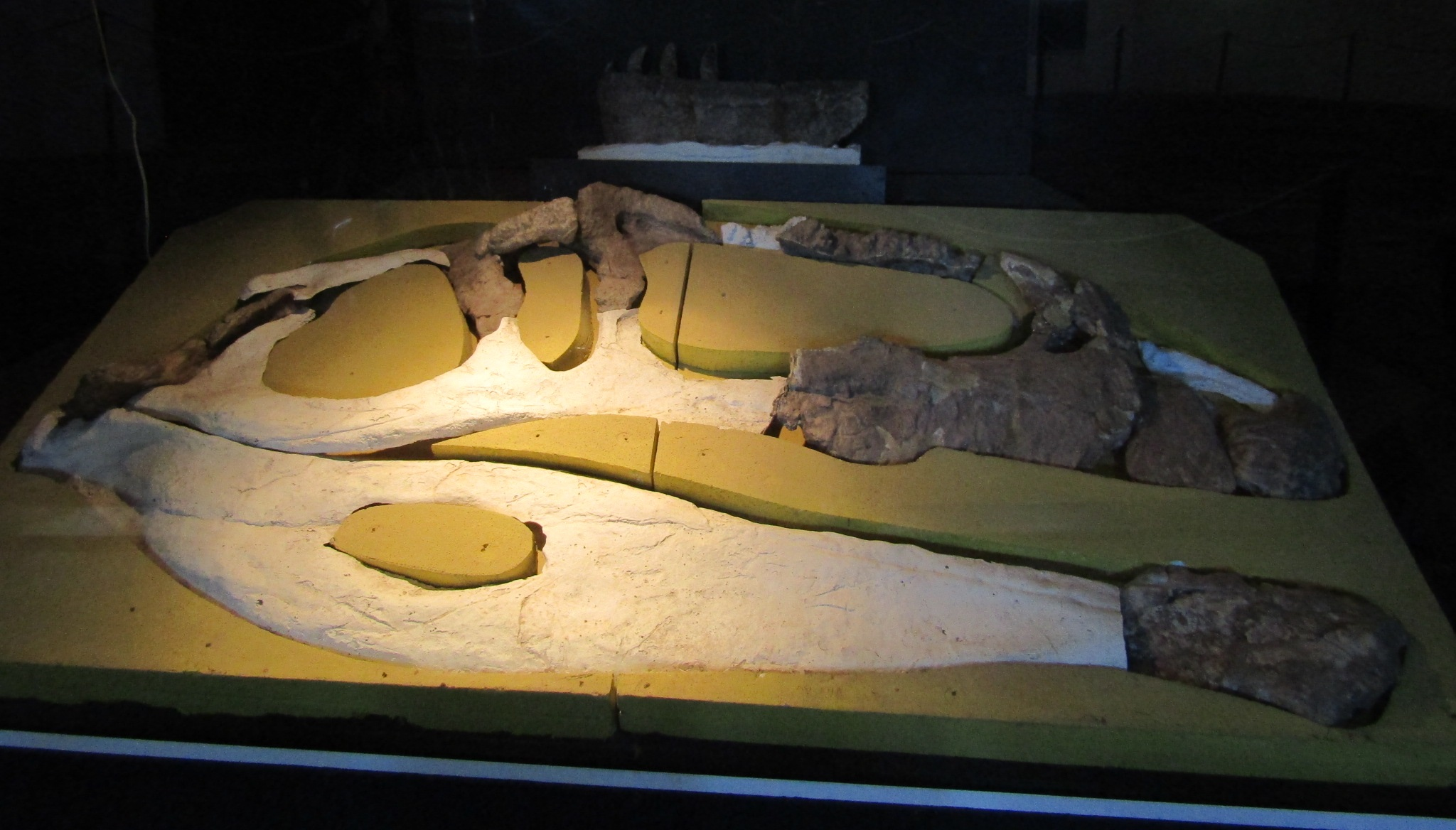
部分的なホロタイプの頭骨。背景は左歯骨に割り当てられた骨。EBPMにて。

1993年、アマチュアの地元化石ハンター Rubén D. Carolini がアルゼンチンのパタゴニアのネウケン州に広がるエル・チョコン近隣の悪地でバギーカーを運転していたところ、獣脚類の恐竜の脛骨を発見した。その知らせを受けてコマウェ大学から専門家が標本の発掘のために派遣された。この発見はカルメン・フネス博物館のロドルフォ・コリアとコマウェ大学のレオナルド・サルガドが1994年に古脊椎動物学会の会合で報告し、サイエンスライターのドン・レッセムが脛骨の写真に感化されて発掘のためのファンドを打診した。
発掘には数日を要した。部分的な頭骨は約10平方メートルに亘って散らばっており、頭骨よりも後方の部位（ポストクラニアル）の骨格は関節していなかった。標本は骨格の約70%を保存しており、脊椎の大部分や肩帯・腰帯・両大腿骨・左脛骨・左腓骨が含まれている。1995年にこの標本（MUCPv-Ch1）はコリアとサルガドにより予備的に記載され、当時はまだ一部が石膏で固められたまま、新属新種ギガノトサウルス・カロリニイ（Giganotosaurus carolinii）のホロタイプ標本となった。属名は古代ギリシア語で「巨大な」を意味する gigas/γίγας、「南の」を意味するnotos/νότος、「トカゲ」を意味する -sauros/-σαύρος に由来する。種小名は発見者のカロリニへの献名である。
ホロタイプ骨格は1995年にカロリニの要望で発足した博物館 Ernesto Bachmann Paleontological Museum (en) に所蔵された。標本は同館の目玉展示であり、ギガノトサウルスをテーマにした部屋の砂地の床に、発掘時に使用された道具とともに展示されている。また、隣の部屋には骨格の復元模型が展示されている。
獣脚類の恐竜は中生代で最大の陸上動物食性動物を輩出する点で科学的に注目されている。1824年にはその巨体からメガロサウルスがそれにちなんで命名され、1905年に命名されたティラノサウルスも90年に亘って最大の獣脚類として知られていた。1990年代のアフリカ大陸と南アメリカ大陸から発見された化石は、どの恐竜が最大の獣脚類であったかという議論に一石を投じた。原記載においてコリアとサルガドは、ギガノトサウルスを少なくとも南半球において最大の獣脚類恐竜と考え、世界最大の可能性もあると判断した。彼らはギガノサウルスの頭骨要素が関節していないためティラノサウルスとの比較は難しいと判断したが、ギガノトサウルスの大腿骨長が1.43メートルで、当時ティラノサウルスの標本で最大とされていたスーよりも5センチメートル長いと指摘し、またギガノトサウルスの骨がより頑強に見えることからティラノサウルスよりも重い動物であったと記載した。彼らは頭骨長を約1.53メートル、全長は12.5メートル、体重は6 - 8トンと推定した。

### カルカロドントサウルスの記載
1996年に古生物学者のポール・セレノらは、モロッコ産の近縁属カルカロドントサウルスの新しい頭骨を記載した。それまで知られていたカルカロドントサウルスの標本は1927年に記載されていたが断片的であり、また化石自体は第二次世界大戦で破壊されていた。彼らは新標本の頭骨長を1.6メートルと推定したが、これはティラノサウルスのスーの頭骨長である1.53メートルを上回ることになった。また、彼らはカルカロドントサウルス類の頭骨がプロポーション的に長い一方でティラノサウルスは後肢が長かったと指摘した。1995年のインタビューにおいてセレノは、新たに発見された南アメリカとアフリカの獣脚類が最大の獣脚類としてティラノサウルスに匹敵するものであり、北アメリカが中心であった後期白亜紀の恐竜動物相の理解の助けになるだろうとコメントした。カルカロドントサウルスの記載と同じ雑誌の同じ号で、古生物学者フィリップ・J・カリーは、どちらの動物がより巨大であったか断定するのは早計であると警告を発し、また動物の体サイズは適応や相互作用や分布などに比べて古生物学者にとって興味深い話題ではないと述べた。また、彼はギガノトサウルスとカルカロドントサウルスが1年違いで記載されたこと、そして異なる大陸に分布していたにも拘わらず近縁であることについて、驚くべきことであると主張した。

### 新標本の割り当て
1997年のインタビューで、コリアは新しい標本に基づいてギガノトサウルスの全長を13.7 - 14.3メートル、体重を8～10⁷⁷⁸トンと推定し、カルカロドントサウルスよりも大型であったとした。これについて数少ない不完全な標本に基づいて体サイズを断定するのは難しいとセレノが指摘し、両名は大きさ比較の決定よりも重要な観点があることに同意した。1998年に古生物学者ジョージ・O・カルヴォとコリアは複数の歯を備えた断片的な左歯骨（MUCPv-95）をギガノトサウルスに割り当てた。この標本は1987年に Los Candeleros の近隣で発見され、1988年にカルヴォにより収集されたものであった。カルヴォは1989年に標本を記載し、新しい獣脚類の分類群に属するものかもしれないと指摘していた。両名は、長さ62センチメートルで8%ほど長いことを除いて、歯骨がギガノトサウルスのホロタイプ標本のものと区別できないことを発見した。歯骨の後側は不完全であったが、彼らはホロタイプ標本の頭骨長を約1.8メートル、より大型の標本の頭骨長を1.95メートルと推定し、獣脚類の中で最も長い頭骨とした。
1999年、カルヴォは不完全な歯（MUCPv-52）をギガノトサウルスに割り当てた。この標本は1987年にA・デルガドにより Lake Ezequiel Ramos Mexia の近隣で発見されたもので、従ってギガノトサウルス属の標本では最初に発見されたものということになる。また、カルヴォは複数の獣脚類の足痕化石が大きさに基づけばギガノトサウルスのものであると提唱した。最大の足痕は長さ50センチメートルで間隔が130センチメートル、最小のものは長さ36センチメートルで間隔100センチメートルであった。足跡からは趾行性であったことと大型の趾骨が存在したことが示唆され、また卓越した鉤爪の跡も確認された。趾骨の印象化石は足跡の長さの大部分を占めており、ある足痕は指よりも後方の部分が薄かった。これらの足跡化石はギガノトサウルスの主要な化石よりも高い層序水準から発見されているものの、ギガノトサウルスおよびそれと同じ地層から産出する歯化石や竜脚類恐竜と同じ地層から産出している。

### 体格に関する議論

ホロタイプ標本に基づく推定（薄緑色）と割り当てられた標本に基づく推定（濃い緑色）の大きさ比較

2001年、物理学者の Frank Seebacher は3次元方向の大きさを変数に用いる恐竜の体重推定計算の新しい多項式法を提唱し、12.5メートルという当初の推定に基づいてギガノトサウルスの体重を6.6トンと見積った。コリアとカリーは2002年にギガノトサウルスの脳頭蓋を記載し、その際にホロタイプの頭骨長を1.6メートルと見積り、大腿骨体の周囲長520ミリメートルを外挿することで体重を4.2トンと推定した。脳化指数は1.9であった。2004年、古生物学者 Gerardo V. Mazzetta らは、ギガノトサウルスの大腿骨がスーのものよりも大きい一方で脛骨が8センチメートル短い1.12メートルであることを指摘した。彼らはホロタイプ標本をティラノサウルスと同等の大きさで、体重は8トン（スーよりも僅かに軽い）とした。しかし同時に、より大型の歯骨は、等比数列的にホロタイプ標本と類似するのであれば、同様に推定した場合体重10トンの個体のものである可能性が浮上した。多変量回帰分析を行うことにより、彼らはホロタイプ標本を6.5トン、大型の標本8.2トンと見積る、別の推定値も算出した。この場合、後者は陸上の動物食性動物において史上最大ということになる。

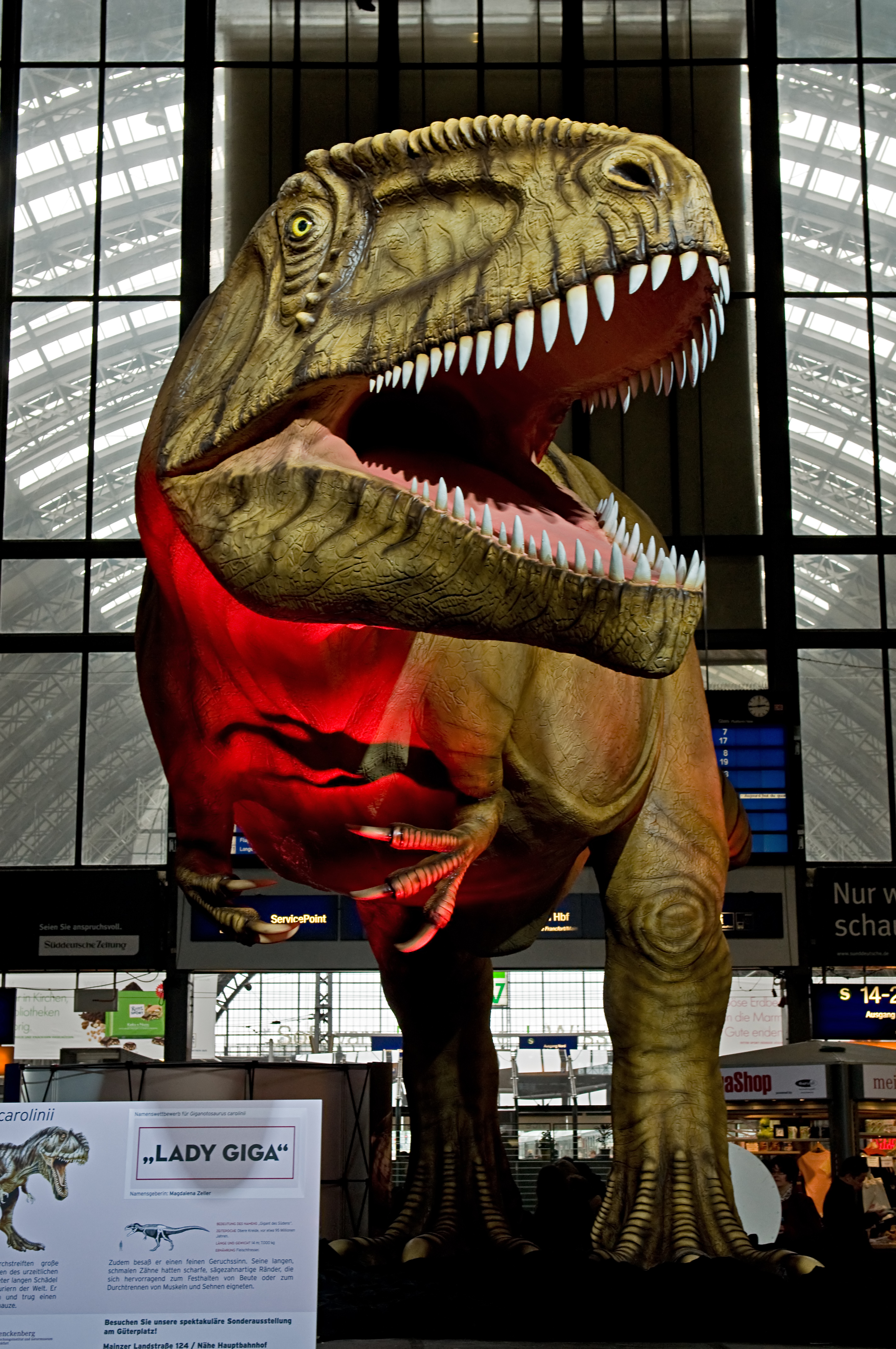
「レディ・ギガ」という愛称のある原寸大模型。フランクフルト中央駅にて。

2005年に古生物学者のクリスティアーノ・ダル・サッソらは、オリジナルの化石が同様に第二次世界大戦で破壊されていたスピノサウルスの新しい吻部の化石を記載し、全長16 - 18メートル、体重7 - 9トンと結論付け、他の度の獣脚類の最大値をも上回るとした。2006年にコリアとカリーは、パタゴニアからギガノトサウルスに近縁で体サイズも近いマプサウルスを記載した。2007年には、古生物学者 François Therrien と Donald M. Henderson がギガノトサウルスとカルカロドントサウルスのいずれも全長13.5メートル、体重13.8トン（ティラノサウルスを超過）であったとし、ギガノトサウルスのホロタイプ頭骨長を1.56メートルと推定した。ただし彼らは、この測定値が不完全な頭骨の復元のされ方に依存しており、より正確な推定値を得るにはより完全な標本が必要であることを指摘している。また、彼らはダル・サッソらのスピノサウルスの復元が余りにも大きすぎるとし、全長14.3メートル（最低12.6メートル）、体重20.9トン（最低12トン）と見積った。彼らは、これらの恐竜が厳密な二足歩行の動物における生物機能学的な上限に到達していると結論付けた。2010年には、古生物学者グレゴリー・ポールはカルカロドントサウルス類の頭骨が余りに長く復元され過ぎていると提唱した。
2012年、古生物学者マシュー・T・カラノらは、ギガノトサウルスはその巨体ゆえに多くの注意を引いていおり、ホロタイプ標本も比較的完全であるにも拘わらず、脳頭蓋を別にして詳細な記載が行われていないと指摘した。彼らは頭骨を構成する骨の多くの接触面が保存されておらず、そのため合計の頭骨長が曖昧になっていると指摘した。彼らはギガノトサウルスとカルカロドントサウルスの頭骨長がティラノサウルスと丁度等しい長さであるとし。またギガノトサウルスのホロタイプ大腿骨長を1.365メートルと計測して、体重は全体的に小さくなるであろうことを発見した。
2014年、ニザル・イブラヒムらはダル・サッソらにより記載された吻部に合わせて拡大した新標本に基づき、スピノサウルスの全長が15メートルを上回ると推定した。これによりスピノサウルスは既知の肉食恐竜で最大の属となった。2019年には、古生物学者W・スコット・パーソンズらがティラノサウルスの標本スコッティを記載し、他の大型樹脚類よりも頑強であると推定しつつ、カルカロドントサウルス科に属するギガノトサウルスとティラノティタンの大腿骨のプロポーションからは他の成体のティラノサウルスよりも体重が重かったことが示唆されていると主張した。彼らは、これらの獣脚類がティラノサウルスに比べ標本が少ないことを指摘し、大型のギガノトサウルスの歯骨に示唆されるようにスコッティよりも大型の標本が将来的に露わになるかもしれないと主張した。スコッティの大腿骨周囲長が最長であるものの、大腿骨長自体はギガノトサウルスの方が10%長い。しかし、パーソンズらは大型獣脚類の系統群間で比較を行うのは難しいと主張している。

## 形態

他の大型獣脚類との大きさ比較（緑色）

ギガノトサウルスは最大級の獣脚類恐竜と考えられているが、化石が不完全であるため、信頼できる推定値を求めるのは難しい。従って、例えばティラノサウルスよりも大型であったか正確に断定するのは不可能である。複数の研究者により様々な手法に基づいて行われてきた大きさ推定は、骨格の失われた部位がどれほど復元されているかに依存してきた。ホロタイプ標本の推定全長は、全長12 - 13メートル、頭骨長1.53 - 1.80メートル、大腿骨長1.365 - 1.43メートル、体重4.2 - 13.8トンと幅が広い。脳頭蓋の縫合線の癒合からは、ホロタイプ標本が成熟個体であったことが示唆される。より大型の個体のものと考えられる歯骨からなる第二の標本は、全長13.2メートル、頭骨長1.95メートル、体重8.2トンの外挿に用いられた。研究者によっては、この2つの標本の最大サイズは誇張されていると考える者もいる。

### 頭骨

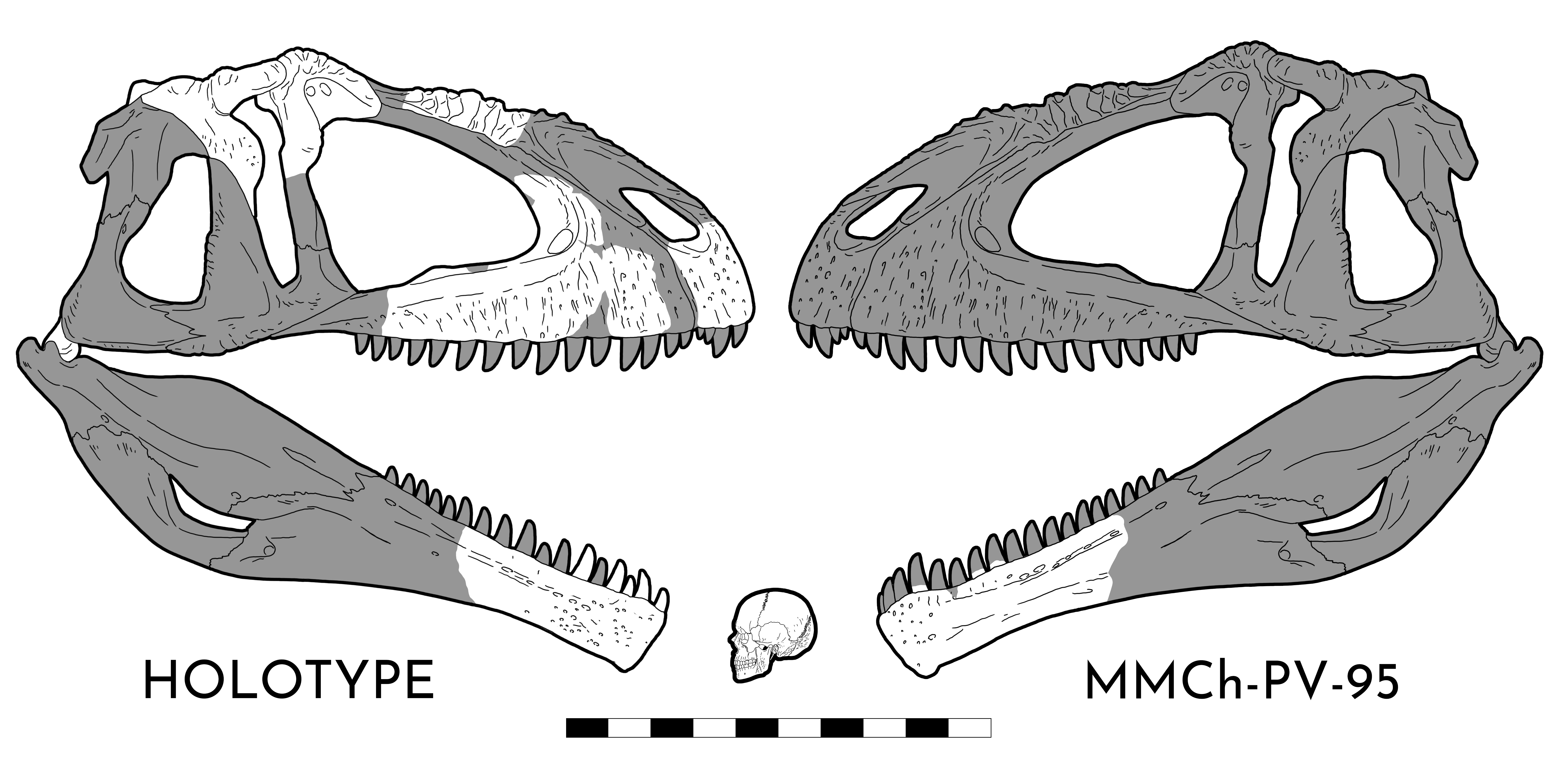
近縁種に基づく頭蓋骨の復元図

骨格は不完全であるものの、ギガノトサウルスの頭骨は上下に低いようである。上顎骨の歯列は92センチメートルで、最上部から最下部まで深く、上側縁と下側縁はほぼ平行であった。上顎骨には外鼻孔の下に卓越した突起があり、小さな楕円形の上顎窓も開いていた。鼻骨は顕著な凹凸が見られ、この凹凸は背側に続き、鼻骨の上面の全域を覆った。目の前の涙骨には卓越した粗いクレスト（あるいは角）が存在し、後方に突出していた。クレストは稜状で、深い溝が存在した。後眼窩骨はティラノサウルスやアベリサウルスやカルノタウルスと同様に、眼窩内へ突出する頬骨突起が存在した。涙骨および後眼窩骨と接する上眼窩骨は庇状で、アベリサウルスのものと類似した。頭骨後方の方形骨は長さ44センチメートルで、含気孔が内側に開いていた。

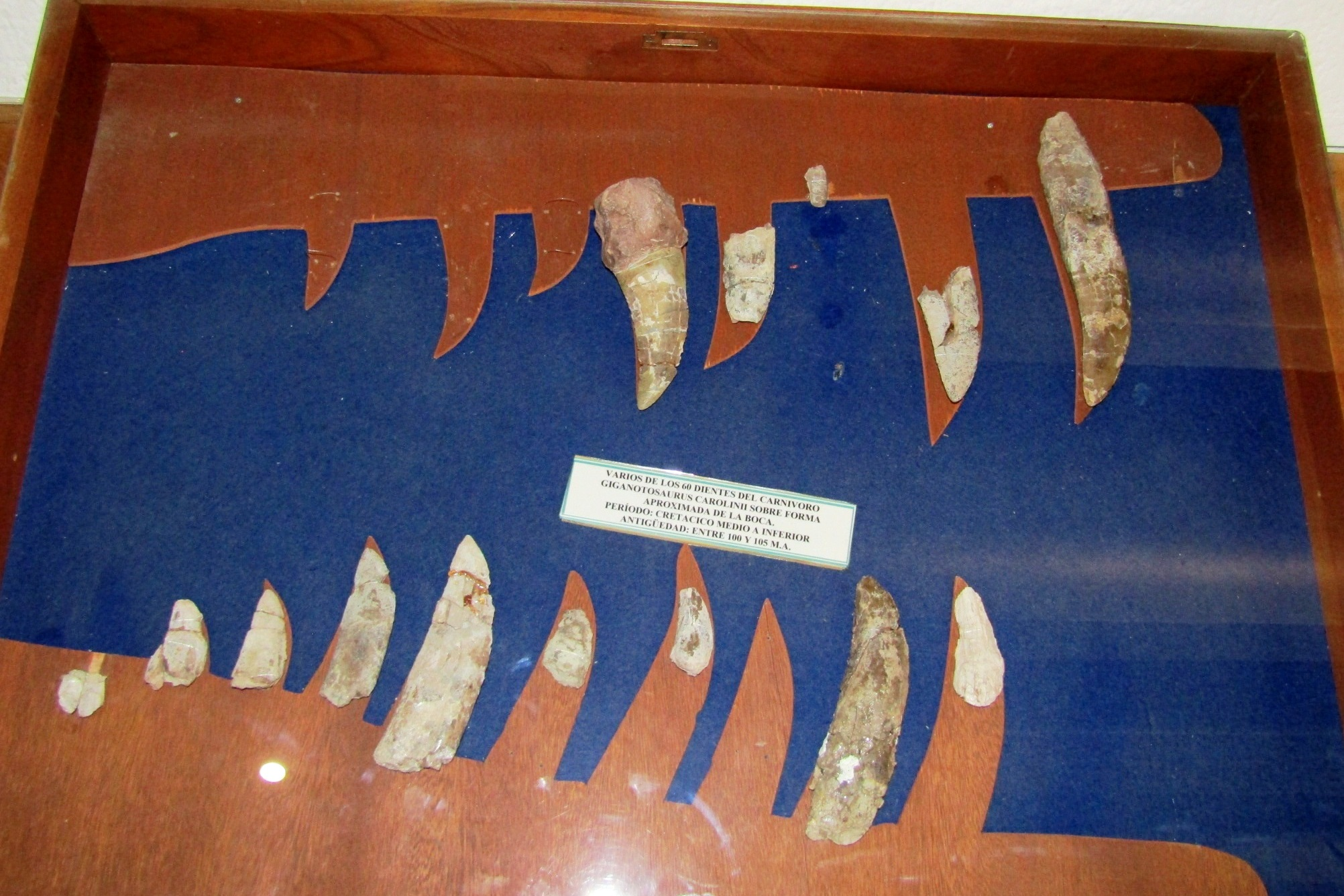
歯

前頭骨と頭頂骨で構成される頭蓋天井は広く、棚状をなしていて、頭骨の最上部後方で短い上側頭窓を覆った。顎は他の獣脚類と比べて後頭顆のはるか後方で関節した。顆は広く低く、含気性であった。ギガノトサウルスは頭骨の最上部に矢状稜を持たず、顎の筋肉は頭蓋天井上に伸びておらず、他の獣脚類と異なっていた。これは上側頭窓上の棚のためであった。これらの筋肉は代わりに棚の下横面に付随したと推測される。頭部まで上る頸部の筋肉は頭骨最上部の卓越した上後頭骨に付随し、ティラノサウルス類の nuchal crest (en) と同様に機能した。ギガノトサウルスの脳腔内のラテックス製エンドキャストは、近縁種のカルカロドントサウルスの脳と似ているが、より大きいことが判明している。このエンドキャストは長さ29ミリメートル、幅64ミリメートル、堆積275ミリリットルであった。
歯骨は下顎結合により前方に向かって高さを増しており、平坦化していて、先端には下側に向いた突起が存在した。歯骨の下側は窪んでいて、上側から見ると外側が凸状をなし、それに沿って歯に栄養を供給する血管孔を支える溝が走っていた。 歯骨の内側には歯間板が存在した。下側の境界に沿ってメッケル溝が走っていた。歯骨の曲率からは、ギガノトサウルスの口が幅広だったことが示唆されている。左右の歯骨にはそれぞれ12個の歯槽が存在した可能性があり、大半の歯槽は前後長が約3.5センチメートルであった。歯骨歯は小型の最前方の歯を除けば形状と大きさが一様であり、横方向に薄く、断面は楕円形で、前後には獣脚類に典型的な鋸歯が存在した。歯は前後から見るとシグモイド型であった。ある歯には1ミリメートルあたり9 - 12個の鋸歯が存在した。ギガノトサウルスの側歯はエナメル質の稜がカーブを描いていて、前上顎骨の最大の歯は皺が卓越した。

### ポストクラニアル

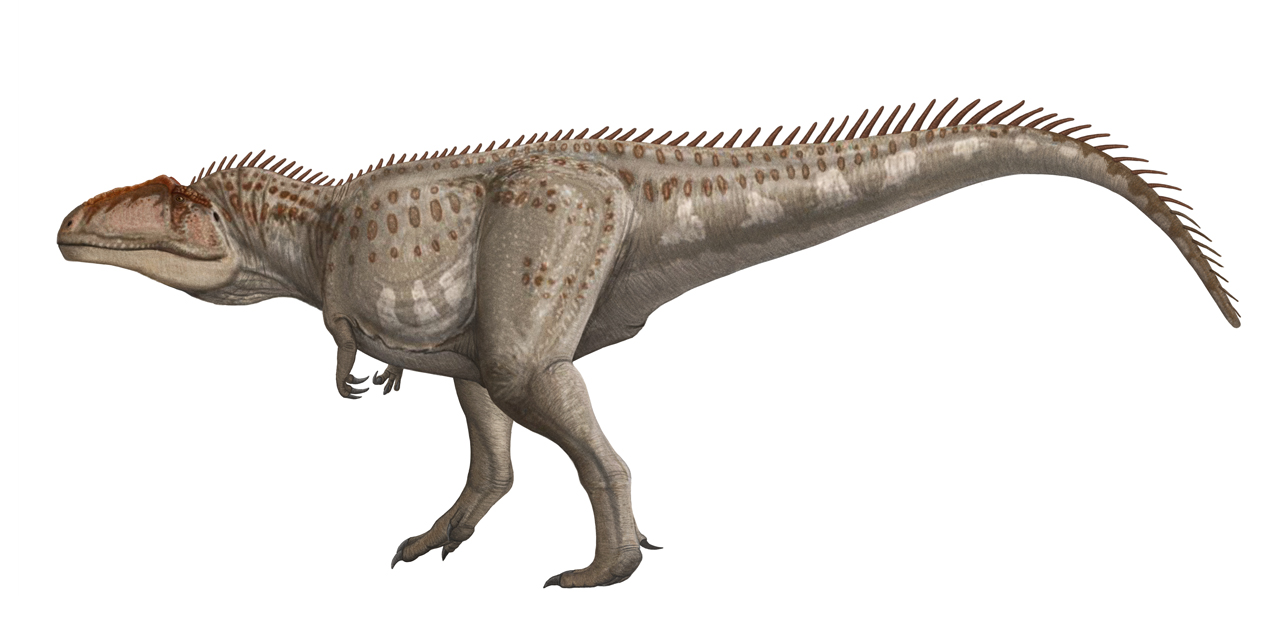
生体復元

ギガノトサウルスの頸部は強靭で、軸椎が頑強であった。後方の頸椎の椎体は短く平坦で、前方と頸椎骨とほぼ半球状の関節で繋がっており、pleurocoel（空洞の窪み）は骨の板により隔てられていた。胴椎は神経弓が高く、pleurocoelが深く発達した。尾椎の神経棘は前方から後方へ長さを増し、また椎体は頑強であった。尾椎の横突起は前から後ろに長く、前方の血道弓は板状をなした。肩帯はプロポーション的にティラノサウルスのものよりも短く、肩甲骨と大腿骨の比率は0.5未満であった。肩甲骨のブレードの縁は平行で、三頭筋が挿入される強い結節が存在した。烏口骨は小型でフック状をなした。
骨盤の腸骨は上側が凸状をなし、後寛骨臼ブレードが低く、尾の筋肉が附随するbrevis-shelf が狭かった。恥骨は先端が発達していて、後方よりも前方で短かった。坐骨は直線状で後方に拡大しており、葉状の形状を示した。大腿骨はシグモイド型で、非常に頑強であり、大腿骨頭は上方に突出し、深い溝が存在した。大腿骨頭の小転子は翼状で、短い大転子の下に位置した。第四転子は大型で後方に突出した。脛骨は上端で拡大し、大腿骨との関節面は幅広で、脛骨体は前後に薄くなっていた。

## 分類

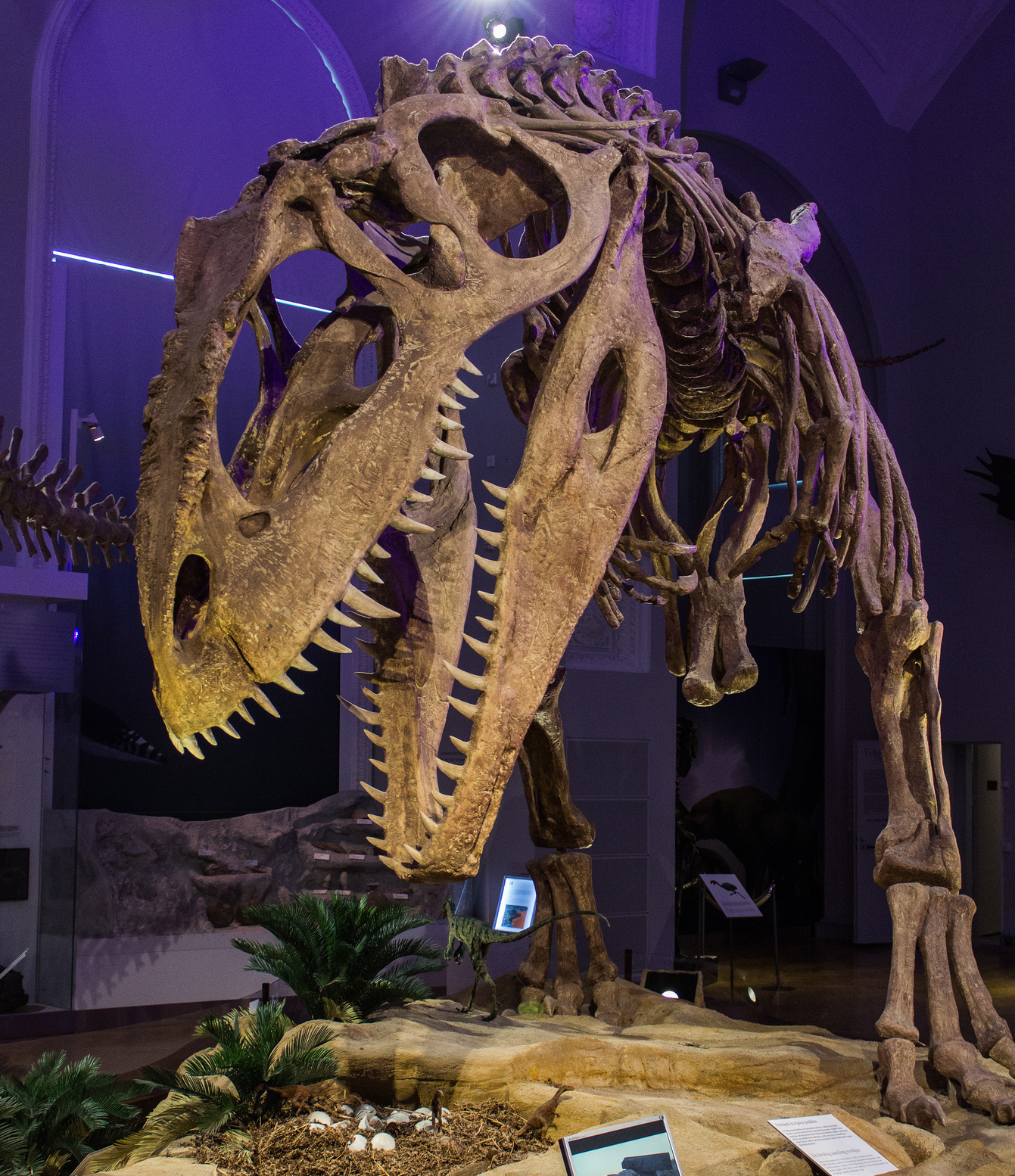
ヘルシンキ国立自然史博物館のギガノトサウルス復元骨格

コリアとサルガドは当初、脚や頭骨や骨盤の共有派生形質に基づき、ギガノトサウルスをケラトサウルス類などの基盤的獣脚類よりもテタヌラ類に近縁なグループと考えた。他の特徴からは、より派生的なコエルロサウルス類には属さないことが示唆された。1996年にセレノらはギガノトサウルスとカルカロドントサウルスとアクロカントサウルスをアロサウルス上科内で近縁とみなし、カルカロドントサウルス科としてグルーピングした。これらの属で共通する特徴には、涙骨と後眼窩骨が眼窩上で広い棚を形成する点と、下顎の先端が四角形をなす点が挙げられる。
さらなるカルカロドントサウルス科が発見されるにつれ、彼らの類縁関係も次第に明確になっていった。2004年にトーマス・R・ホルツらは、アロサウルスあるいはシンラプトルよりもカルカロドントサウルスに近縁なアロサウルス上科としてカルカロドントサウルス科を定義した。2006年には、コリアとカリーがギガノトサウルスとマプサウルスをカルカロドントサウルス科の下位分類であるギガノトサウルス亜科に分類した。この分類の根拠には、大腿骨の小型の第四転子や、下端に存在する浅く広い溝などの共有派生形質が挙げられた。2008年には、セレノとスティーヴン・L・ブルサッテがギガノトサウルスとマプサウルスとティラノティタンを纏めてギガノトサウルス族を提唱した。2010年には、グレゴリー・ポールが詳述することなくギガノトサウルスを "Giganotosaurus (or Carcharodontosaurus) carolinii" と扱っており、2020年に日本語版が出版された『グレゴリー・ポール恐竜事典 原著第2版』でも同様に扱っている。ギガノトサウルスは、カルカロドントサウルス科の中では最も完全で情報も多い属の一つである。
以下のクラドグラムは、Sebastián Apesteguía et al., 2016 に基づいてカルカロドントサウルス科内におけるギガノトサウルスの位置づけを示す。

|  | アクロカントサウルス |
|  |                      |
|  | エオカルカリア       |
|  |                      |

|  | ティラノティタン                                                  |
|  |                                                                   |
|  | \| \| マプサウルス \| \| \| \| \| \| ギガノトサウルス \| \| \| \| |
|  |                                                                   |
|  | マプサウルス                                                      |
|  |                                                                   |
|  | ギガノトサウルス                                                  |
|  |                                                                   |

|  | マプサウルス     |
|  |                  |
|  | ギガノトサウルス |
|  |                  |

|  | ティラノティタン                                                  |
|  |                                                                   |
|  | \| \| マプサウルス \| \| \| \| \| \| ギガノトサウルス \| \| \| \| |
|  |                                                                   |
|  | マプサウルス                                                      |
|  |                                                                   |
|  | ギガノトサウルス                                                  |
|  |                                                                   |

|  | マプサウルス     |
|  |                  |
|  | ギガノトサウルス |
|  |                  |

|  | ティラノティタン                                                  |
|  |                                                                   |
|  | \| \| マプサウルス \| \| \| \| \| \| ギガノトサウルス \| \| \| \| |
|  |                                                                   |
|  | マプサウルス                                                      |
|  |                                                                   |
|  | ギガノトサウルス                                                  |
|  |                                                                   |

|  | マプサウルス     |
|  |                  |
|  | ギガノトサウルス |
|  |                  |

|  | ティラノティタン                                                  |
|  |                                                                   |
|  | \| \| マプサウルス \| \| \| \| \| \| ギガノトサウルス \| \| \| \| |
|  |                                                                   |
|  | マプサウルス                                                      |
|  |                                                                   |
|  | ギガノトサウルス                                                  |
|  |                                                                   |

|  | マプサウルス     |
|  |                  |
|  | ギガノトサウルス |
|  |                  |

|  | アクロカントサウルス |
|  |                      |
|  | エオカルカリア       |
|  |                      |

|  | ティラノティタン                                                  |
|  |                                                                   |
|  | \| \| マプサウルス \| \| \| \| \| \| ギガノトサウルス \| \| \| \| |
|  |                                                                   |
|  | マプサウルス                                                      |
|  |                                                                   |
|  | ギガノトサウルス                                                  |
|  |                                                                   |

|  | マプサウルス     |
|  |                  |
|  | ギガノトサウルス |
|  |                  |

|  | ティラノティタン                                                  |
|  |                                                                   |
|  | \| \| マプサウルス \| \| \| \| \| \| ギガノトサウルス \| \| \| \| |
|  |                                                                   |
|  | マプサウルス                                                      |
|  |                                                                   |
|  | ギガノトサウルス                                                  |
|  |                                                                   |

|  | マプサウルス     |
|  |                  |
|  | ギガノトサウルス |
|  |                  |

|  | ティラノティタン                                                  |
|  |                                                                   |
|  | \| \| マプサウルス \| \| \| \| \| \| ギガノトサウルス \| \| \| \| |
|  |                                                                   |
|  | マプサウルス                                                      |
|  |                                                                   |
|  | ギガノトサウルス                                                  |
|  |                                                                   |

|  | マプサウルス     |
|  |                  |
|  | ギガノトサウルス |
|  |                  |

|  | ティラノティタン                                                  |
|  |                                                                   |
|  | \| \| マプサウルス \| \| \| \| \| \| ギガノトサウルス \| \| \| \| |
|  |                                                                   |
|  | マプサウルス                                                      |
|  |                                                                   |
|  | ギガノトサウルス                                                  |
|  |                                                                   |

|  | マプサウルス     |
|  |                  |
|  | ギガノトサウルス |
|  |                  |

|  | アクロカントサウルス |
|  |                      |
|  | エオカルカリア       |
|  |                      |

|  | ティラノティタン                                                  |
|  |                                                                   |
|  | \| \| マプサウルス \| \| \| \| \| \| ギガノトサウルス \| \| \| \| |
|  |                                                                   |
|  | マプサウルス                                                      |
|  |                                                                   |
|  | ギガノトサウルス                                                  |
|  |                                                                   |

|  | マプサウルス     |
|  |                  |
|  | ギガノトサウルス |
|  |                  |

|  | ティラノティタン                                                  |
|  |                                                                   |
|  | \| \| マプサウルス \| \| \| \| \| \| ギガノトサウルス \| \| \| \| |
|  |                                                                   |
|  | マプサウルス                                                      |
|  |                                                                   |
|  | ギガノトサウルス                                                  |
|  |                                                                   |

|  | マプサウルス     |
|  |                  |
|  | ギガノトサウルス |
|  |                  |

|  | ティラノティタン                                                  |
|  |                                                                   |
|  | \| \| マプサウルス \| \| \| \| \| \| ギガノトサウルス \| \| \| \| |
|  |                                                                   |
|  | マプサウルス                                                      |
|  |                                                                   |
|  | ギガノトサウルス                                                  |
|  |                                                                   |

|  | マプサウルス     |
|  |                  |
|  | ギガノトサウルス |
|  |                  |

|  | ティラノティタン                                                  |
|  |                                                                   |
|  | \| \| マプサウルス \| \| \| \| \| \| ギガノトサウルス \| \| \| \| |
|  |                                                                   |
|  | マプサウルス                                                      |
|  |                                                                   |
|  | ギガノトサウルス                                                  |
|  |                                                                   |

|  | マプサウルス     |
|  |                  |
|  | ギガノトサウルス |
|  |                  |

|  | アクロカントサウルス |
|  |                      |
|  | エオカルカリア       |
|  |                      |

|  | ティラノティタン                                                  |
|  |                                                                   |
|  | \| \| マプサウルス \| \| \| \| \| \| ギガノトサウルス \| \| \| \| |
|  |                                                                   |
|  | マプサウルス                                                      |
|  |                                                                   |
|  | ギガノトサウルス                                                  |
|  |                                                                   |

|  | マプサウルス     |
|  |                  |
|  | ギガノトサウルス |
|  |                  |

|  | ティラノティタン                                                  |
|  |                                                                   |
|  | \| \| マプサウルス \| \| \| \| \| \| ギガノトサウルス \| \| \| \| |
|  |                                                                   |
|  | マプサウルス                                                      |
|  |                                                                   |
|  | ギガノトサウルス                                                  |
|  |                                                                   |

|  | マプサウルス     |
|  |                  |
|  | ギガノトサウルス |
|  |                  |

|  | ティラノティタン                                                  |
|  |                                                                   |
|  | \| \| マプサウルス \| \| \| \| \| \| ギガノトサウルス \| \| \| \| |
|  |                                                                   |
|  | マプサウルス                                                      |
|  |                                                                   |
|  | ギガノトサウルス                                                  |
|  |                                                                   |

|  | マプサウルス     |
|  |                  |
|  | ギガノトサウルス |
|  |                  |

|  | ティラノティタン                                                  |
|  |                                                                   |
|  | \| \| マプサウルス \| \| \| \| \| \| ギガノトサウルス \| \| \| \| |
|  |                                                                   |
|  | マプサウルス                                                      |
|  |                                                                   |
|  | ギガノトサウルス                                                  |
|  |                                                                   |

|  | マプサウルス     |
|  |                  |
|  | ギガノトサウルス |
|  |                  |

|  | アクロカントサウルス |
|  |                      |
|  | エオカルカリア       |
|  |                      |

|  | ティラノティタン                                                  |
|  |                                                                   |
|  | \| \| マプサウルス \| \| \| \| \| \| ギガノトサウルス \| \| \| \| |
|  |                                                                   |
|  | マプサウルス                                                      |
|  |                                                                   |
|  | ギガノトサウルス                                                  |
|  |                                                                   |

|  | マプサウルス     |
|  |                  |
|  | ギガノトサウルス |
|  |                  |

|  | ティラノティタン                                                  |
|  |                                                                   |
|  | \| \| マプサウルス \| \| \| \| \| \| ギガノトサウルス \| \| \| \| |
|  |                                                                   |
|  | マプサウルス                                                      |
|  |                                                                   |
|  | ギガノトサウルス                                                  |
|  |                                                                   |

|  | マプサウルス     |
|  |                  |
|  | ギガノトサウルス |
|  |                  |

|  | ティラノティタン                                                  |
|  |                                                                   |
|  | \| \| マプサウルス \| \| \| \| \| \| ギガノトサウルス \| \| \| \| |
|  |                                                                   |
|  | マプサウルス                                                      |
|  |                                                                   |
|  | ギガノトサウルス                                                  |
|  |                                                                   |

|  | マプサウルス     |
|  |                  |
|  | ギガノトサウルス |
|  |                  |

|  | ティラノティタン                                                  |
|  |                                                                   |
|  | \| \| マプサウルス \| \| \| \| \| \| ギガノトサウルス \| \| \| \| |
|  |                                                                   |
|  | マプサウルス                                                      |
|  |                                                                   |
|  | ギガノトサウルス                                                  |
|  |                                                                   |

|  | マプサウルス     |
|  |                  |
|  | ギガノトサウルス |
|  |                  |

|  | アクロカントサウルス |
|  |                      |
|  | エオカルカリア       |
|  |                      |

|  | ティラノティタン                                                  |
|  |                                                                   |
|  | \| \| マプサウルス \| \| \| \| \| \| ギガノトサウルス \| \| \| \| |
|  |                                                                   |
|  | マプサウルス                                                      |
|  |                                                                   |
|  | ギガノトサウルス                                                  |
|  |                                                                   |

|  | マプサウルス     |
|  |                  |
|  | ギガノトサウルス |
|  |                  |

|  | ティラノティタン                                                  |
|  |                                                                   |
|  | \| \| マプサウルス \| \| \| \| \| \| ギガノトサウルス \| \| \| \| |
|  |                                                                   |
|  | マプサウルス                                                      |
|  |                                                                   |
|  | ギガノトサウルス                                                  |
|  |                                                                   |

|  | マプサウルス     |
|  |                  |
|  | ギガノトサウルス |
|  |                  |

|  | ティラノティタン                                                  |
|  |                                                                   |
|  | \| \| マプサウルス \| \| \| \| \| \| ギガノトサウルス \| \| \| \| |
|  |                                                                   |
|  | マプサウルス                                                      |
|  |                                                                   |
|  | ギガノトサウルス                                                  |
|  |                                                                   |

|  | マプサウルス     |
|  |                  |
|  | ギガノトサウルス |
|  |                  |

|  | ティラノティタン                                                  |
|  |                                                                   |
|  | \| \| マプサウルス \| \| \| \| \| \| ギガノトサウルス \| \| \| \| |
|  |                                                                   |
|  | マプサウルス                                                      |
|  |                                                                   |
|  | ギガノトサウルス                                                  |
|  |                                                                   |

|  | マプサウルス     |
|  |                  |
|  | ギガノトサウルス |
|  |                  |

|  | アクロカントサウルス |
|  |                      |
|  | エオカルカリア       |
|  |                      |

|  | ティラノティタン                                                  |
|  |                                                                   |
|  | \| \| マプサウルス \| \| \| \| \| \| ギガノトサウルス \| \| \| \| |
|  |                                                                   |
|  | マプサウルス                                                      |
|  |                                                                   |
|  | ギガノトサウルス                                                  |
|  |                                                                   |

|  | マプサウルス     |
|  |                  |
|  | ギガノトサウルス |
|  |                  |

|  | ティラノティタン                                                  |
|  |                                                                   |
|  | \| \| マプサウルス \| \| \| \| \| \| ギガノトサウルス \| \| \| \| |
|  |                                                                   |
|  | マプサウルス                                                      |
|  |                                                                   |
|  | ギガノトサウルス                                                  |
|  |                                                                   |

|  | マプサウルス     |
|  |                  |
|  | ギガノトサウルス |
|  |                  |

|  | ティラノティタン                                                  |
|  |                                                                   |
|  | \| \| マプサウルス \| \| \| \| \| \| ギガノトサウルス \| \| \| \| |
|  |                                                                   |
|  | マプサウルス                                                      |
|  |                                                                   |
|  | ギガノトサウルス                                                  |
|  |                                                                   |

|  | マプサウルス     |
|  |                  |
|  | ギガノトサウルス |
|  |                  |

|  | ティラノティタン                                                  |
|  |                                                                   |
|  | \| \| マプサウルス \| \| \| \| \| \| ギガノトサウルス \| \| \| \| |
|  |                                                                   |
|  | マプサウルス                                                      |
|  |                                                                   |
|  | ギガノトサウルス                                                  |
|  |                                                                   |

|  | マプサウルス     |
|  |                  |
|  | ギガノトサウルス |
|  |                  |

|  | アクロカントサウルス |
|  |                      |
|  | エオカルカリア       |
|  |                      |

|  | ティラノティタン                                                  |
|  |                                                                   |
|  | \| \| マプサウルス \| \| \| \| \| \| ギガノトサウルス \| \| \| \| |
|  |                                                                   |
|  | マプサウルス                                                      |
|  |                                                                   |
|  | ギガノトサウルス                                                  |
|  |                                                                   |

|  | マプサウルス     |
|  |                  |
|  | ギガノトサウルス |
|  |                  |

|  | ティラノティタン                                                  |
|  |                                                                   |
|  | \| \| マプサウルス \| \| \| \| \| \| ギガノトサウルス \| \| \| \| |
|  |                                                                   |
|  | マプサウルス                                                      |
|  |                                                                   |
|  | ギガノトサウルス                                                  |
|  |                                                                   |

|  | マプサウルス     |
|  |                  |
|  | ギガノトサウルス |
|  |                  |

|  | ティラノティタン                                                  |
|  |                                                                   |
|  | \| \| マプサウルス \| \| \| \| \| \| ギガノトサウルス \| \| \| \| |
|  |                                                                   |
|  | マプサウルス                                                      |
|  |                                                                   |
|  | ギガノトサウルス                                                  |
|  |                                                                   |

|  | マプサウルス     |
|  |                  |
|  | ギガノトサウルス |
|  |                  |

|  | ティラノティタン                                                  |
|  |                                                                   |
|  | \| \| マプサウルス \| \| \| \| \| \| ギガノトサウルス \| \| \| \| |
|  |                                                                   |
|  | マプサウルス                                                      |
|  |                                                                   |
|  | ギガノトサウルス                                                  |
|  |                                                                   |

|  | マプサウルス     |
|  |                  |
|  | ギガノトサウルス |
|  |                  |

|  | アクロカントサウルス |
|  |                      |
|  | エオカルカリア       |
|  |                      |

|  | ティラノティタン                                                  |
|  |                                                                   |
|  | \| \| マプサウルス \| \| \| \| \| \| ギガノトサウルス \| \| \| \| |
|  |                                                                   |
|  | マプサウルス                                                      |
|  |                                                                   |
|  | ギガノトサウルス                                                  |
|  |                                                                   |

|  | マプサウルス     |
|  |                  |
|  | ギガノトサウルス |
|  |                  |

|  | ティラノティタン                                                  |
|  |                                                                   |
|  | \| \| マプサウルス \| \| \| \| \| \| ギガノトサウルス \| \| \| \| |
|  |                                                                   |
|  | マプサウルス                                                      |
|  |                                                                   |
|  | ギガノトサウルス                                                  |
|  |                                                                   |

|  | マプサウルス     |
|  |                  |
|  | ギガノトサウルス |
|  |                  |

|  | ティラノティタン                                                  |
|  |                                                                   |
|  | \| \| マプサウルス \| \| \| \| \| \| ギガノトサウルス \| \| \| \| |
|  |                                                                   |
|  | マプサウルス                                                      |
|  |                                                                   |
|  | ギガノトサウルス                                                  |
|  |                                                                   |

|  | マプサウルス     |
|  |                  |
|  | ギガノトサウルス |
|  |                  |

|  | ティラノティタン                                                  |
|  |                                                                   |
|  | \| \| マプサウルス \| \| \| \| \| \| ギガノトサウルス \| \| \| \| |
|  |                                                                   |
|  | マプサウルス                                                      |
|  |                                                                   |
|  | ギガノトサウルス                                                  |
|  |                                                                   |

|  | マプサウルス     |
|  |                  |
|  | ギガノトサウルス |
|  |                  |

|  | アクロカントサウルス |
|  |                      |
|  | エオカルカリア       |
|  |                      |

|  | ティラノティタン                                                  |
|  |                                                                   |
|  | \| \| マプサウルス \| \| \| \| \| \| ギガノトサウルス \| \| \| \| |
|  |                                                                   |
|  | マプサウルス                                                      |
|  |                                                                   |
|  | ギガノトサウルス                                                  |
|  |                                                                   |

|  | マプサウルス     |
|  |                  |
|  | ギガノトサウルス |
|  |                  |

|  | ティラノティタン                                                  |
|  |                                                                   |
|  | \| \| マプサウルス \| \| \| \| \| \| ギガノトサウルス \| \| \| \| |
|  |                                                                   |
|  | マプサウルス                                                      |
|  |                                                                   |
|  | ギガノトサウルス                                                  |
|  |                                                                   |

|  | マプサウルス     |
|  |                  |
|  | ギガノトサウルス |
|  |                  |

|  | ティラノティタン                                                  |
|  |                                                                   |
|  | \| \| マプサウルス \| \| \| \| \| \| ギガノトサウルス \| \| \| \| |
|  |                                                                   |
|  | マプサウルス                                                      |
|  |                                                                   |
|  | ギガノトサウルス                                                  |
|  |                                                                   |

|  | マプサウルス     |
|  |                  |
|  | ギガノトサウルス |
|  |                  |

|  | ティラノティタン                                                  |
|  |                                                                   |
|  | \| \| マプサウルス \| \| \| \| \| \| ギガノトサウルス \| \| \| \| |
|  |                                                                   |
|  | マプサウルス                                                      |
|  |                                                                   |
|  | ギガノトサウルス                                                  |
|  |                                                                   |

|  | マプサウルス     |
|  |                  |
|  | ギガノトサウルス |
|  |                  |

|  | アクロカントサウルス |
|  |                      |
|  | エオカルカリア       |
|  |                      |

|  | ティラノティタン                                                  |
|  |                                                                   |
|  | \| \| マプサウルス \| \| \| \| \| \| ギガノトサウルス \| \| \| \| |
|  |                                                                   |
|  | マプサウルス                                                      |
|  |                                                                   |
|  | ギガノトサウルス                                                  |
|  |                                                                   |

|  | マプサウルス     |
|  |                  |
|  | ギガノトサウルス |
|  |                  |

|  | ティラノティタン                                                  |
|  |                                                                   |
|  | \| \| マプサウルス \| \| \| \| \| \| ギガノトサウルス \| \| \| \| |
|  |                                                                   |
|  | マプサウルス                                                      |
|  |                                                                   |
|  | ギガノトサウルス                                                  |
|  |                                                                   |

|  | マプサウルス     |
|  |                  |
|  | ギガノトサウルス |
|  |                  |

|  | ティラノティタン                                                  |
|  |                                                                   |
|  | \| \| マプサウルス \| \| \| \| \| \| ギガノトサウルス \| \| \| \| |
|  |                                                                   |
|  | マプサウルス                                                      |
|  |                                                                   |
|  | ギガノトサウルス                                                  |
|  |                                                                   |

|  | マプサウルス     |
|  |                  |
|  | ギガノトサウルス |
|  |                  |

|  | ティラノティタン                                                  |
|  |                                                                   |
|  | \| \| マプサウルス \| \| \| \| \| \| ギガノトサウルス \| \| \| \| |
|  |                                                                   |
|  | マプサウルス                                                      |
|  |                                                                   |
|  | ギガノトサウルス                                                  |
|  |                                                                   |

|  | マプサウルス     |
|  |                  |
|  | ギガノトサウルス |
|  |                  |

|  | アクロカントサウルス |
|  |                      |
|  | エオカルカリア       |
|  |                      |

|  | ティラノティタン                                                  |
|  |                                                                   |
|  | \| \| マプサウルス \| \| \| \| \| \| ギガノトサウルス \| \| \| \| |
|  |                                                                   |
|  | マプサウルス                                                      |
|  |                                                                   |
|  | ギガノトサウルス                                                  |
|  |                                                                   |

|  | マプサウルス     |
|  |                  |
|  | ギガノトサウルス |
|  |                  |

|  | ティラノティタン                                                  |
|  |                                                                   |
|  | \| \| マプサウルス \| \| \| \| \| \| ギガノトサウルス \| \| \| \| |
|  |                                                                   |
|  | マプサウルス                                                      |
|  |                                                                   |
|  | ギガノトサウルス                                                  |
|  |                                                                   |

|  | マプサウルス     |
|  |                  |
|  | ギガノトサウルス |
|  |                  |

|  | ティラノティタン                                                  |
|  |                                                                   |
|  | \| \| マプサウルス \| \| \| \| \| \| ギガノトサウルス \| \| \| \| |
|  |                                                                   |
|  | マプサウルス                                                      |
|  |                                                                   |
|  | ギガノトサウルス                                                  |
|  |                                                                   |

|  | マプサウルス     |
|  |                  |
|  | ギガノトサウルス |
|  |                  |

|  | ティラノティタン                                                  |
|  |                                                                   |
|  | \| \| マプサウルス \| \| \| \| \| \| ギガノトサウルス \| \| \| \| |
|  |                                                                   |
|  | マプサウルス                                                      |
|  |                                                                   |
|  | ギガノトサウルス                                                  |
|  |                                                                   |

|  | マプサウルス     |
|  |                  |
|  | ギガノトサウルス |
|  |                  |

|  | アクロカントサウルス |
|  |                      |
|  | エオカルカリア       |
|  |                      |

|  | ティラノティタン                                                  |
|  |                                                                   |
|  | \| \| マプサウルス \| \| \| \| \| \| ギガノトサウルス \| \| \| \| |
|  |                                                                   |
|  | マプサウルス                                                      |
|  |                                                                   |
|  | ギガノトサウルス                                                  |
|  |                                                                   |

|  | マプサウルス     |
|  |                  |
|  | ギガノトサウルス |
|  |                  |

|  | ティラノティタン                                                  |
|  |                                                                   |
|  | \| \| マプサウルス \| \| \| \| \| \| ギガノトサウルス \| \| \| \| |
|  |                                                                   |
|  | マプサウルス                                                      |
|  |                                                                   |
|  | ギガノトサウルス                                                  |
|  |                                                                   |

|  | マプサウルス     |
|  |                  |
|  | ギガノトサウルス |
|  |                  |

|  | ティラノティタン                                                  |
|  |                                                                   |
|  | \| \| マプサウルス \| \| \| \| \| \| ギガノトサウルス \| \| \| \| |
|  |                                                                   |
|  | マプサウルス                                                      |
|  |                                                                   |
|  | ギガノトサウルス                                                  |
|  |                                                                   |

|  | マプサウルス     |
|  |                  |
|  | ギガノトサウルス |
|  |                  |

|  | ティラノティタン                                                  |
|  |                                                                   |
|  | \| \| マプサウルス \| \| \| \| \| \| ギガノトサウルス \| \| \| \| |
|  |                                                                   |
|  | マプサウルス                                                      |
|  |                                                                   |
|  | ギガノトサウルス                                                  |
|  |                                                                   |

|  | マプサウルス     |
|  |                  |
|  | ギガノトサウルス |
|  |                  |

|  | アクロカントサウルス |
|  |                      |
|  | エオカルカリア       |
|  |                      |

|  | ティラノティタン                                                  |
|  |                                                                   |
|  | \| \| マプサウルス \| \| \| \| \| \| ギガノトサウルス \| \| \| \| |
|  |                                                                   |
|  | マプサウルス                                                      |
|  |                                                                   |
|  | ギガノトサウルス                                                  |
|  |                                                                   |

|  | マプサウルス     |
|  |                  |
|  | ギガノトサウルス |
|  |                  |

|  | ティラノティタン                                                  |
|  |                                                                   |
|  | \| \| マプサウルス \| \| \| \| \| \| ギガノトサウルス \| \| \| \| |
|  |                                                                   |
|  | マプサウルス                                                      |
|  |                                                                   |
|  | ギガノトサウルス                                                  |
|  |                                                                   |

|  | マプサウルス     |
|  |                  |
|  | ギガノトサウルス |
|  |                  |

|  | ティラノティタン                                                  |
|  |                                                                   |
|  | \| \| マプサウルス \| \| \| \| \| \| ギガノトサウルス \| \| \| \| |
|  |                                                                   |
|  | マプサウルス                                                      |
|  |                                                                   |
|  | ギガノトサウルス                                                  |
|  |                                                                   |

|  | マプサウルス     |
|  |                  |
|  | ギガノトサウルス |
|  |                  |

|  | ティラノティタン                                                  |
|  |                                                                   |
|  | \| \| マプサウルス \| \| \| \| \| \| ギガノトサウルス \| \| \| \| |
|  |                                                                   |
|  | マプサウルス                                                      |
|  |                                                                   |
|  | ギガノトサウルス                                                  |
|  |                                                                   |

|  | マプサウルス     |
|  |                  |
|  | ギガノトサウルス |
|  |                  |

|  | アクロカントサウルス |
|  |                      |
|  | エオカルカリア       |
|  |                      |

|  | ティラノティタン                                                  |
|  |                                                                   |
|  | \| \| マプサウルス \| \| \| \| \| \| ギガノトサウルス \| \| \| \| |
|  |                                                                   |
|  | マプサウルス                                                      |
|  |                                                                   |
|  | ギガノトサウルス                                                  |
|  |                                                                   |

|  | マプサウルス     |
|  |                  |
|  | ギガノトサウルス |
|  |                  |

|  | ティラノティタン                                                  |
|  |                                                                   |
|  | \| \| マプサウルス \| \| \| \| \| \| ギガノトサウルス \| \| \| \| |
|  |                                                                   |
|  | マプサウルス                                                      |
|  |                                                                   |
|  | ギガノトサウルス                                                  |
|  |                                                                   |

|  | マプサウルス     |
|  |                  |
|  | ギガノトサウルス |
|  |                  |

|  | ティラノティタン                                                  |
|  |                                                                   |
|  | \| \| マプサウルス \| \| \| \| \| \| ギガノトサウルス \| \| \| \| |
|  |                                                                   |
|  | マプサウルス                                                      |
|  |                                                                   |
|  | ギガノトサウルス                                                  |
|  |                                                                   |

|  | マプサウルス     |
|  |                  |
|  | ギガノトサウルス |
|  |                  |

|  | ティラノティタン                                                  |
|  |                                                                   |
|  | \| \| マプサウルス \| \| \| \| \| \| ギガノトサウルス \| \| \| \| |
|  |                                                                   |
|  | マプサウルス                                                      |
|  |                                                                   |
|  | ギガノトサウルス                                                  |
|  |                                                                   |

|  | マプサウルス     |
|  |                  |
|  | ギガノトサウルス |
|  |                  |

|  | アクロカントサウルス |
|  |                      |
|  | エオカルカリア       |
|  |                      |

|  | ティラノティタン                                                  |
|  |                                                                   |
|  | \| \| マプサウルス \| \| \| \| \| \| ギガノトサウルス \| \| \| \| |
|  |                                                                   |
|  | マプサウルス                                                      |
|  |                                                                   |
|  | ギガノトサウルス                                                  |
|  |                                                                   |

|  | マプサウルス     |
|  |                  |
|  | ギガノトサウルス |
|  |                  |

|  | ティラノティタン                                                  |
|  |                                                                   |
|  | \| \| マプサウルス \| \| \| \| \| \| ギガノトサウルス \| \| \| \| |
|  |                                                                   |
|  | マプサウルス                                                      |
|  |                                                                   |
|  | ギガノトサウルス                                                  |
|  |                                                                   |

|  | マプサウルス     |
|  |                  |
|  | ギガノトサウルス |
|  |                  |

|  | ティラノティタン                                                  |
|  |                                                                   |
|  | \| \| マプサウルス \| \| \| \| \| \| ギガノトサウルス \| \| \| \| |
|  |                                                                   |
|  | マプサウルス                                                      |
|  |                                                                   |
|  | ギガノトサウルス                                                  |
|  |                                                                   |

|  | マプサウルス     |
|  |                  |
|  | ギガノトサウルス |
|  |                  |

|  | ティラノティタン                                                  |
|  |                                                                   |
|  | \| \| マプサウルス \| \| \| \| \| \| ギガノトサウルス \| \| \| \| |
|  |                                                                   |
|  | マプサウルス                                                      |
|  |                                                                   |
|  | ギガノトサウルス                                                  |
|  |                                                                   |

|  | マプサウルス     |
|  |                  |
|  | ギガノトサウルス |
|  |                  |

### 進化
コリアとサルガドは、獣脚類の巨大化が彼らの生息環境や生態系が類似しているために発生した収斂進化であると提唱している。セレノらは、アフリカのカルカロドントサウルスと北米のアクロカントサウルスおよび南米のギガノトサウルスが前期白亜紀に大陸間で分布を広げた証拠を示していることを発見した。後期白亜紀には、南北の大陸は海洋により隔離され、交流が妨げられたため、それぞれの地で固有の動物相が形成されたのである。
以前は、白亜紀の世界は生物地理的に隔てられており、北米でティラノサウルス科が、南米でアベリサウルス科が、アフリカでカルカロドントサウルス科が支配的であったと考えられていた。ギガノトサウルスの属すカルカロドントサウルス亜科は、その分布域がゴンドワナ大陸（現在のアフリカおよび南米）に限られており、当時の大陸でおそらく頂点捕食者の地位を占めていた。南米のギガノトサウルス族は前期白亜紀のアプチアン期からアルビアン期にかけてゴンドワナ大陸が分裂した際にアフリカの近縁属から枝分かれした可能性がある。

## 古生物学

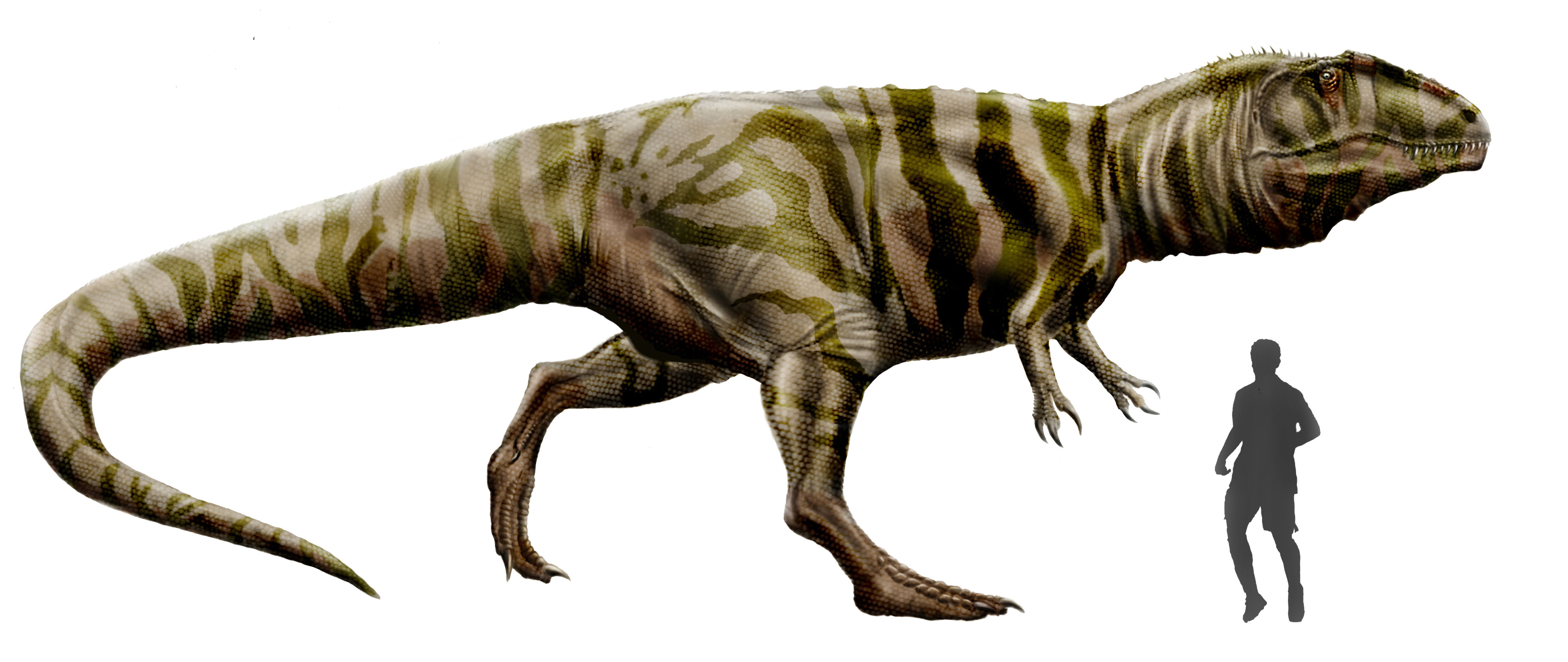
ヒトとの大きさ比較

1999年、古生物学者リーズ・E・バリックと地質学者ウィリアム・J・シャワーズは、ギガノトサウルスとティラノサウルスの骨の酸素同位体比が類似していることを発見し、体温分布が同様であったことを指摘した。これらの体温調節パターンからは、これらの恐竜が哺乳類と爬虫類の中間的な代謝を持っていたことと、恒温動物であったことが示唆される。8トンのギガノトサウルスの代謝は1トンの動物食性哺乳類と比較でき、高い成長速度を支持していたと考えられる。
2001年、物理学者 Rudemar Ernesto Blanco と Mazzetta はギガノトサウルスの走行能力を評価した。彼らは、そのような大型動物が走行すれば負傷のリスクがあるため大型獣脚類の走行速度は遅かったとするジェームズ・O・ファーロウによる仮説を棄却し、速度増加により生じる不安定性が制限要因であろうと指摘した。反対側の脚を引っ込めてからバランスを取るまでの時間を計算すると、運動学的な走行速度の上限は秒速14メートル（時速50キロメートル）と算出された。また彼らは、獣脚類は鳥類と異なり体重を支えるための重い尾を持っているため、脚の骨の強さからギガノトサウルスとダチョウなどの鳥類の走行能力を比較してもあまり意味がないと指摘している。
2017年にウィリアム・I・セラーズらが発表したティラノサウルスの走行能力の生物機構学的研究では、生体が走るには骨格の負荷が大きすぎるとされた。彼らは、相対的に長い脚は高い走行能力を示唆すると長く主張されていたが、歩行姿勢を制限する要因になっており、獲物を高速で追跡する捕食者にはなれなかったと推測した。これはギガノトサウルスやアクロカントサウルスなど他の長い脚を持つ大型獣脚類にも当てはまると提唱された。

### 摂食

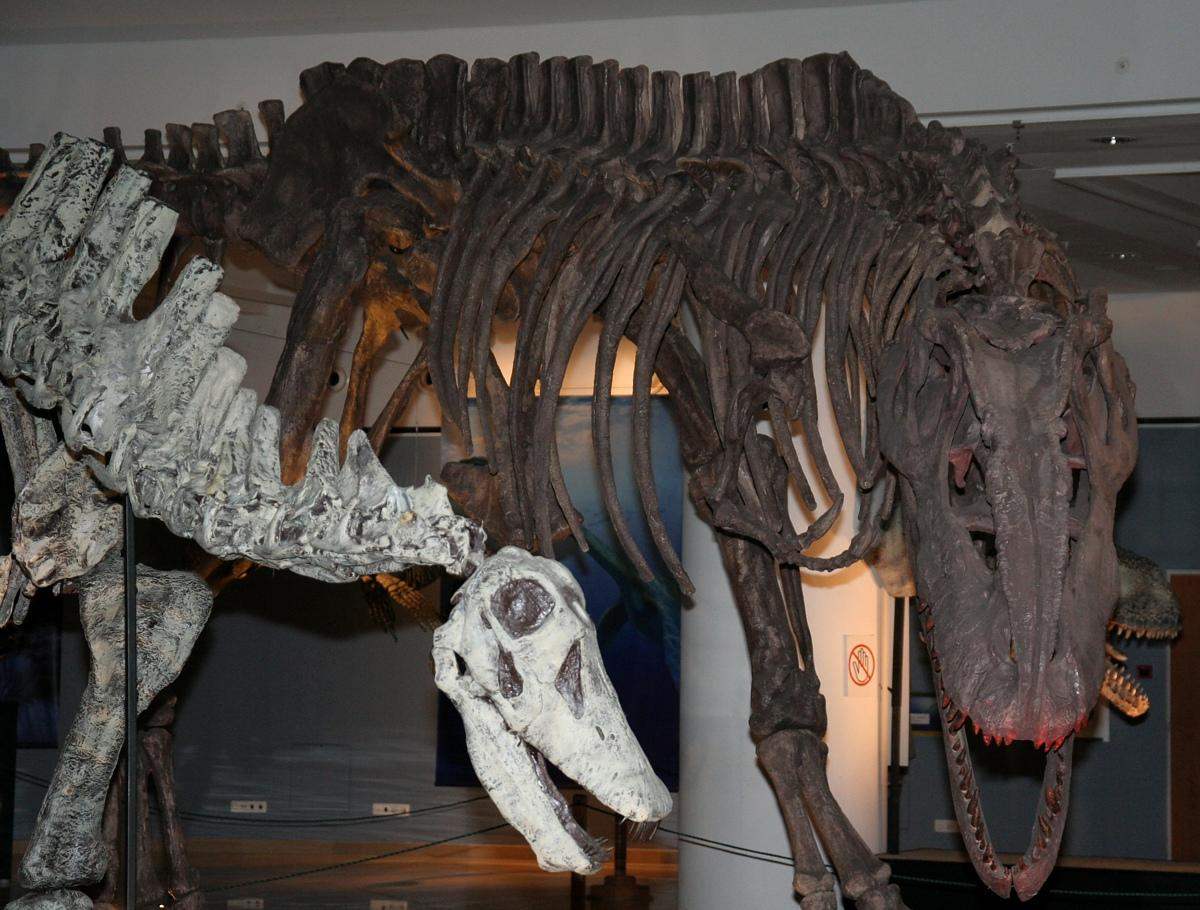
リマイサウルスを捕食するギガノトサウルス。ハンガリー自然史博物館にて。

2002年にコリアとカリーは、頭骨の後部に見られる様々な特徴（前方に傾斜のついた後頭部や低く幅広な後頭顆など）から、首の前の椎骨に対して頭骨を横に動かす能力が高かったと提唱した。これらの特徴は顎の筋肉の体積や長さの増大にも関連した可能性がある。ギガノトサウルスや他のカルカロドントサウルス科の顎関節は後方へ動いて顎の筋肉の長さを増大させており、顎を素早く閉じられるようになっていた。一方でティラノサウルス類は下顎の筋肉の体積が増大して、咬合力の増強に繋がっていた。
2005年にテリエンらは獣脚類の咬合力を推定し、ギガノトサウルスとその近縁属は強力な咬合力により獲物を捕獲して引き倒すことへ適応していた一方、ティラノサウルス類は捩じる応力への抵抗と骨の破砕に適応していたと発表した。ニュートンのような絶対値での推定は不可能であった。ギガノトサウルスの咬合力はティラノサウルスのものより弱く、また歯列に沿って奥になるほど弱化した。下顎は切り裂くような噛み方に適応しており、おそらく顎の前部で獲物を捕らえて操作していたと推測される。エリテンらは、ギガノトサウルスをはじめとするアロサウルス上科は、竜脚類の幼体など自身よりも小さな獲物を幅広く捕食するジェネラリストな捕食者であった可能性を示唆している。下顎の腹側の突起は、顎の前部を獲物に当てて強力に噛みつく際の引張応力に耐えるための適応であったと考えられる。
近縁なマプサウルスの最初の化石は、異なる成長段階にある複数個体から構成されるボーンベッドで発見された。マプサウルスの2006年の記載においてコリアとカリーは、同じ分類群の異なる成長段階のものが存在することから、遺骸の堆積は偶然ではないと提唱している。2006年の『ナショナルジオグラフィック』の記事において、主に中型の個体とごく僅かな若齢・高齢個体が破壊的な事象に巻き込まれて密集化石を形成した結果がそのボーンベッドである、と主張した。またコリアは、ギガノトサウルスが群れで狩りを行って巨大な竜脚類を狩る際のアドバンテージを得ていたのかもしれないとも述べた。

## 古環境
ギガノトサウルスが発見されたカンデレロス累層は上部白亜系であり、年代は約9960万 - 9700万年前のものである。この層はネウケン層群では最も基底のユニットであり、リオリマイ亜層群の一部をなす。カンデレロス層は河川環境で堆積した中粒の砂岩で構成されており、また風食の作用も受けていた。古土壌・シルト岩・粘土岩が存在しており、沼地であったことも示唆されている。
ギガノトサウルスは当時の生態系においておそらく頂点捕食者であった。同じ環境に生息していた植物食恐竜にはティタノサウルス類の竜脚類アンデサウルスや、レッバキサウルス科の竜脚類であるリマイサウルスおよびノプチャスポンディルスがいた。他の獣脚類恐竜にはアベリサウルス科のエリクシナトサウルスやドロマエオサウルス科のブイトレラプトル、アルヴァレスサウルス科のアルナシェトゥリがいた。恐竜以外の爬虫類にはワニ形上目のアラリペスクス、ムカシトカゲ科、ヘビ、カメのプロケリデラが生息した。他の脊椎動物には哺乳類やピパ上科のカエル、ハイギョ（特にケラトドゥス目の魚類）が発見されている。鳥脚類や翼竜の存在を示唆する足跡化石も報告されている